# Boninosuccinea punctulispira
Boninosuccinea punctulispira é uma espécie de gastrópode  da família Succineidae.
É endémica de Japão.